# 2001년 정동진독립영화제
제3회 정동진독립영화제는 2001년 8월 10일에 열린 시상식이다.

## 수상 및 후보

### 섹션1
- 오토 - 윤도익
- 이그지스턴스 - 이명하
- 폴링 - 전영찬
- 홈 비디오 - 김성호
- VS - 유선동
- 나는 왜 권투심판이 되려하는가 - 최익환
- 동안거를 마치고 길을 나서다 - 이민경
- 등대지기 - 김준기
- 링반데룽 - 박종영
- 미미 - 임창재
- 새천년 건강 체조 - 권경원
- 애국자 게임 - 이경순
- 영화, 왜 만들어요? - 최은정
- 와이키키브라더스 - 임순례
- 외계의 제19호 계획 - 민동현
- 치열한 전투 - 부성철
- 호모 파베르 - 윤은경